# Sylwia Bileńska
Sylwia Bileńska (ur. 11 kwietnia 1983 w Raciborzu) – polska zapaśniczka, dwukrotna medalistka mistrzostw Europy.

## Kariera sportowa
Zdobyła brązowe medale w kategorii do 55 kg na mistrzostwach Europy w 2003 w Rydze i na mistrzostwach Europy w 2005 w Warnie. Zwyciężyła w wadze do 51 kg na Akademickich Mistrzostwach Świata w 2004 w Łodzi, a na Akademickich Mistrzostwach Świata w 2006 w Ułan Bator wywalczyła brązowy medal w wadze do 55 kg. Była również brązową medalistką mistrzostw świata juniorów w wadze do 55 kg w 2003.
W swych startach na mistrzostwach świata zajmowała następujące miejsca (zawsze w kategorii do 55 kg): 2005 – 9. miejsce; 2009 – 26. miejsce; 2010 – 10. miejsce. Zajęła również następujące miejsca w pozostałych startach na mistrzostwach Europy (także w wadze do 55 kg): 2004 – 5. miejsce; 2006 – 10. miejsce; 2007 – 9. miejsce; 2009 – 5. miejsce.
Była mistrzynią Polski w wadze do 55 kg w 2003, 2004, 2005, 2006, 2007, 2009 i 2010, wicemistrzynią w tej samej wadze w 2002 i 2008 oraz brązową medalistką w 2011.